# Alec McCowen
Alec McCowen (Tunbridge Wells, 1925. május 26. – London, 2017. február 6.) angol színész.

## Filmjei

### Mozifilmek
- Kegyetlen tenger (The Cruel Sea) (1953)
- Megosztott szív (The Divided Heart) (1954)
- The Deep Blue Sea (1955)
- Private's Progress (1956)
- The Long Arm (1956)
- Town on Trial (1957)
- Time Without Pity (1957)
- The Good Companions (1957)
- The One That Got Away (1957)
- The Silent Enemy (1958)
- A Titanic éjszakája (A Night to Remember) (1958)
- Az orvos dilemmája (The Doctor's Dilemma) (1958)
- Szentivánéji álom (Sen noci svatojánské) (1959, csehszlovák, hang)
- A hosszútávfutó magányossága (The Loneliness of the Long Distance Runner) (1962)
- In the Cool of the Day (1963)
- Agónia és extázis (The Agony and the Ecstasy) (1965)
- Az ördög maga (The Witches) (1966)
- A szigetek ura (The Hawaiians) (1970)
- Téboly (Frenzy) (1972)
- Utazások nagynénémmel (Travels with My Aunt) (1972)
- Stevie (1978)
- Hanover Street (1979)
- Forever Young (1983)
- Soha ne mondd, hogy soha (Never Say Never Again) (1983)
- The Young Visiters (1984)
- The Assam Garden (1985)
- Personal Services (1987)
- Kiálts szabadságért (Cry Freedom) (1987)
- V. Henrik (1989)
- Az ártatlanság kora (The Age of Innocence) (1993)
- New York bandái (Gangs of New York) (2002)

### Tv-filmek
- Escapade (1953)
- No Man's Land (1956)
- The Little Beggars (1958)
- The President's Last Tape (1974)
- Private Lives (1976)
- The Life of Henry the Fifth (1979)
- Twelfth Night (1980)
- The Secret Adversary (1983)
- The World Walk (1984)
- Squaring the Circle (1984)
- The Importance of Being Earnest (1986)
- The War That Never Ends (1991)
- Cruel Train (1995)
- The American (1998)
- A hosszúsági fok (Longitude) (2000)
- Copperfield Dávid (David Copperfield) (2000)
- Viktória és Albert (Victoria & Albert) (2001)

### Tv-sorozatok
- BBC Sunday-Night Theatre (1952–1959, hat epizódban)
- Angel Pavement (1957–1958, négy epizódban)
- ITV Play of the Week (1957–1965, két epizódban)
- Television Playwright (1958, egy epizódban)
- Love and Mr Lewisham (1959, hat epizódban)
- Armchair Theatre (1959, egy epizódban)
- ITV Television Playhouse (1959–1960, két epizódban)
- Studio 4 (1962, egy epizódban)
- The Plan Makers (1963, egy epizódban)
- Festival (1964, egy epizódban)
- Alexander Graham Bell (1965, hat epizódban)
- BBC Play of the Month (1965–1966, két epizódban)
- The Wednesday Play (1965–1966, két epizódban)
- Thirty-Minute Theatre (1966, egy epizódban)
- Theatre 625 (1966, egy epizódban)
- Solo (1970, egy epizódban)
- The Man Outside (1972, egy epizódban)
- Play for Today (1972, egy epizódban)
- Chronicle (1973, dokumentumfilm, narrátor)
- Great Mysteries (1973, egy epizódban)
- Centre Play (1976, egy epizódban)
- The Sunday Drama (1977, egy epizódban)
- BBC2 Play of the Week (1978, egy epizódban)
- Plays for Pleasures (1981, egy epizódban)
- All for Love (1983, egy epizódban)
- Storyboard (1983, 1989 két epizódban)
- Mr. Palfrey of Westminster (1984–1985, tíz epizódban)
- Bergerac (1989, egy epizódban)
- Screen Two (1992, egy epizódban)
- Shakespeare: The Animated Tales (1992–1994, két epizódban)
- Omnibus (1996, dokumentumfilm, narrátor)
- Kavanagh QC (1999, egy epizódban)
- Kisvárosi gyilkosságok (Midsomer Murders), a The Electric Vendetta epizódban (2001)

## Elismerései
- A Brit Birodalom Rendje (OBE, 1972), majd ennek parancsnoki osztálya (CBE, 1986).[8]